# Dolisnyánok

Ruszin néprajzi csoportok

A dolisnyánok vagy „síklakó ruszinok” (dolinyánok, blyáchák) a ruszinok  egyik fő néprajzi csoportja.
Őshazájukat minden valószínűség szerint a volhíniai Poleszjében, valamint Podóliában találjuk meg. Valószínűleg Moldván és Erdélyen keresztül jutottak el Kárpátaljára. A mai Székelyföldön tartózkodhattak előbb hosszabb-rövidebb ideig, s onnan vándoroltak észak felé, mai lakóhelyeikre. Háromszék tele van szláv eredetű helységnévvel, és a székely nyelvjárásba is bekerült több ruszin szó, mely másutt a magyarságnál ismeretlen. A Korjatovics-legenda is közvetett bizonyítékul szolgálhat. A legenda állítása szerint Koriatovics podóliai herceg a 14. században 40 000 embert telepített le Kárpátalja délkeleti részébe, tehát a dolisnyánok lakta földekre.
A dolisnyánok eszerint mintegy 600-700 éve telepedtek meg Kárpátalján.
Mindig érintkeztek a magyarsággal és sok tekintetben hasonultak hozzájuk. Hagyományos életmódjuk, lakásuk, ruházatuk nagyjából olyan volt, mint a kárpátaljai magyaroké. A dolisnyánok fő tápláléka hagyományosan a kukorica, míg a magyaroké a búza volt. A 20. században azonban a dolisnyánok is áttértek a búzakenyér fogyasztására.
A legnagyobb válaszfal a dolisnyánok és magyarok között a vallás, illetve az egyház volt.